# Sovetskij sport
Sovetskij sport in russo Советский спорт?  è un quotidiano sportivo russo (ex sovietico). Tra il 1924 e il 1946 il giornale si chiamava Krasnyj sport (in russo: Красный спорт, Sport rosso), non fu stampato tra il 1928 e il 1932.

## Storia
Fondato il 20 luglio 1924 a Mosca, fu il primo giornale sportivo dell'URSS, organo ufficiale del Comitato statale dell'URSS per la cultura fisica e lo sport e il Consiglio centrale dei sindacati di tutta l'Unione. Tra i principali giornali sovietici, nel 1975 Sovietskij Sport era distribuito in 104 paesi e aveva una tiratura di 3 900 000 copie (aumentate a più di 5.000.000 nel 1988). Avendo il prezzo nominale di tre copechi, era accessibile a tutti nel paese.
Sovetskij Sport forniva una copertura quotidiana delle principali competizioni in URSS e all'estero, delle attività all'interno delle federazioni sportive nazionali e internazionali, pubblicava interviste con atleti, allenatori e altri sportivi e diffondeva uno stile di vita sano. Ha anche organizzato tradizionali tornei di hockey su ghiaccio, atletica, pallavolo, nuoto e sci. Il giornale è stato insignito dell'Ordine della Bandiera rossa del lavoro nel 1974.
Dopo lo scioglimento dell'URSS, la tiratura del giornale è scesa a 122,900 (dato del 2006), anche per la nascita nel 1991 del quotidiano Sport-Ėkspress, che tuttavia non ha raggiunto una tiratura altrettanto grande: circa 650.000 copie. Sovetskij Sport è attualmente pubblicato dal Comitato olimpico russo e dalla casa editrice sportiva sovietica. Dal 2001 è stampato a colori.

## Giornalisti
- Jurij Van'jat (1913 – 1992)
- Aron Ittin (primo redattore di Krasnyj sport, fucilato nel 1938)
- Semën Belic-Gejman (nato nel 1945)
- Vladimir Kučmij (1948 – 2009)
- Elena Vajcechovskaja (nata nel 1958)
- Vitalij Slavin (nato nel 1960)
- Vasilij Utkin (1972 – 2024)
- Aleksej Andronov (nato nel 1975)
- Sof'ja Tartakova (nata nel 1989)